# 아가다경자홍문
아가다경자홍문은 실존하는 아주 특이한 이름이다.
원래 '홍경자(Gyeong Ja Hong)'라는 평범한 이름이었으나, 미국으로 이민을 가서 시민권을 취득하면서 이름이 저렇게 변경된 것이다.
1. 문(Mun) 씨와 결혼했고, 영어 이름으로 Agada를 쓴다. (사실 '아가다'에 해당되는 영어 이름은 Agatha이나, 당사자는 저렇게 쓴다.)
2. 미국 시민권을 신청하면서
- first name: Agada
- middle name: Gyeong Ja Hong
- last name: Mun

이렇게 정식으로 개명했다.
그래서 Agada Gyeong Ja Hong Mun(아가다경자홍문)이 됐다.